# Felipe IV, a caballo
El retrato de Felipe IV, a caballo es una pintura al óleo sobe lienzo de Diego Velázquez, fechada cerca de 1635. Se conserva en el Museo del Prado de Madrid (España) desde la creación de la pinacoteca en 1819.

## Historia del cuadro
Velázquez había recibido el encargo de pintar una serie de cinco retratos ecuestres de la familia real que se destinarían al Salón de Reinos del palacio del Buen Retiro de Madrid (luego sede del Museo del Ejército hasta 2005). Allí se colgaron los retratos ecuestres de Felipe III y de su esposa Margarita de Austria, los de Felipe IV y de su esposa Isabel de Francia y el del hijo de ambos Baltasar Carlos, de un tamaño menor que los de sus padres y que se ubicó entre ellos sobre una de las puertas del salón.
De estos cinco cuadros, los más afortunados en cuanto a ejecución fueron los dos de plena autoría de Velázquez: Felipe IV, a caballo y El príncipe Baltasar Carlos a caballo. Los tres restantes muestran desigualdades de técnica que delatan la intervención de otro artista.

## Descripción del cuadro
La figura del rey está representada de perfil en este caso. El monarca viste una media armadura de acero pavonado, con adornos y puntas de oro, gregüescos noguerados, botas de ante, banda de color carmín con las puntas flotando al viento; en su mano derecha porta la bengala de general y con la izquierda sujeta las riendas del corcel. La actitud del jinete es natural y apuesta, con gran prestancia, sentado en una silla de montar con rica guarnición, al estilo de la monta española, en una postura de nobleza.
El caballo es un trotón castaño, cuadralbo, con largas crines y cola. Los caballos que pinta Velázquez en estos cuadros de retratos son una mezcla del caballo frisón, fogoso y con brío y el caballo resistente y con pesadez de formas. Como en el retrato del príncipe Baltasar Carlos, le presenta aquí en corveta.
La figura del rey está colocada en una altura, para poder así pintar la perspectiva del paisaje, tan común en estas obras de Velázquez. A la izquierda ha pintado el tronco de un roble, árbol que era muy común en aquellos entornos, y en la lejanía y en profundidad, un panorama que Velázquez conoce bien: el bosque de El Pardo de Madrid y más allá, la sierra de Guadarrama. No falta tampoco en esta pintura el cielo velazqueño que ocupa casi la mitad del lienzo, con el azul característico y los grises.
Un detalle muy peculiar de esta obra y de su pareja es que un ángulo inferior (aquí, el izquierdo) se cortó del lienzo: en su pared del Salón de Reinos estas dos pinturas iban a bloquear dos puertas, y para evitarlo se les cortó esa sección, la cual se fijó a la puerta que tapaba de modo que esta se pudiese abrir. En el retrato de Isabel de Borbón el ángulo seccionado es el derecho. Cuando ambos cuadros cambiaron de ubicación, sus segmentos cortados les fueron cosidos.
Este retrato que Velázquez hizo al rey Felipe IV es el que sirvió como modelo para el escultor toscano Pietro Tacca cuando realizó en Florencia la estatua ecuestre del rey entre los años 1634 y 1640. Se supone que el cuadro que recibió Tacca es la versión reducida del original del Prado conservada en el Palacio Pitti de Florencia. La estatua estuvo casi siempre en el Palacio del Buen Retiro de Madrid, pero en 1843, al configurar la nueva Plaza de Oriente, se trasladó allí para situarla en lo alto de un nuevo monumento en su centro.

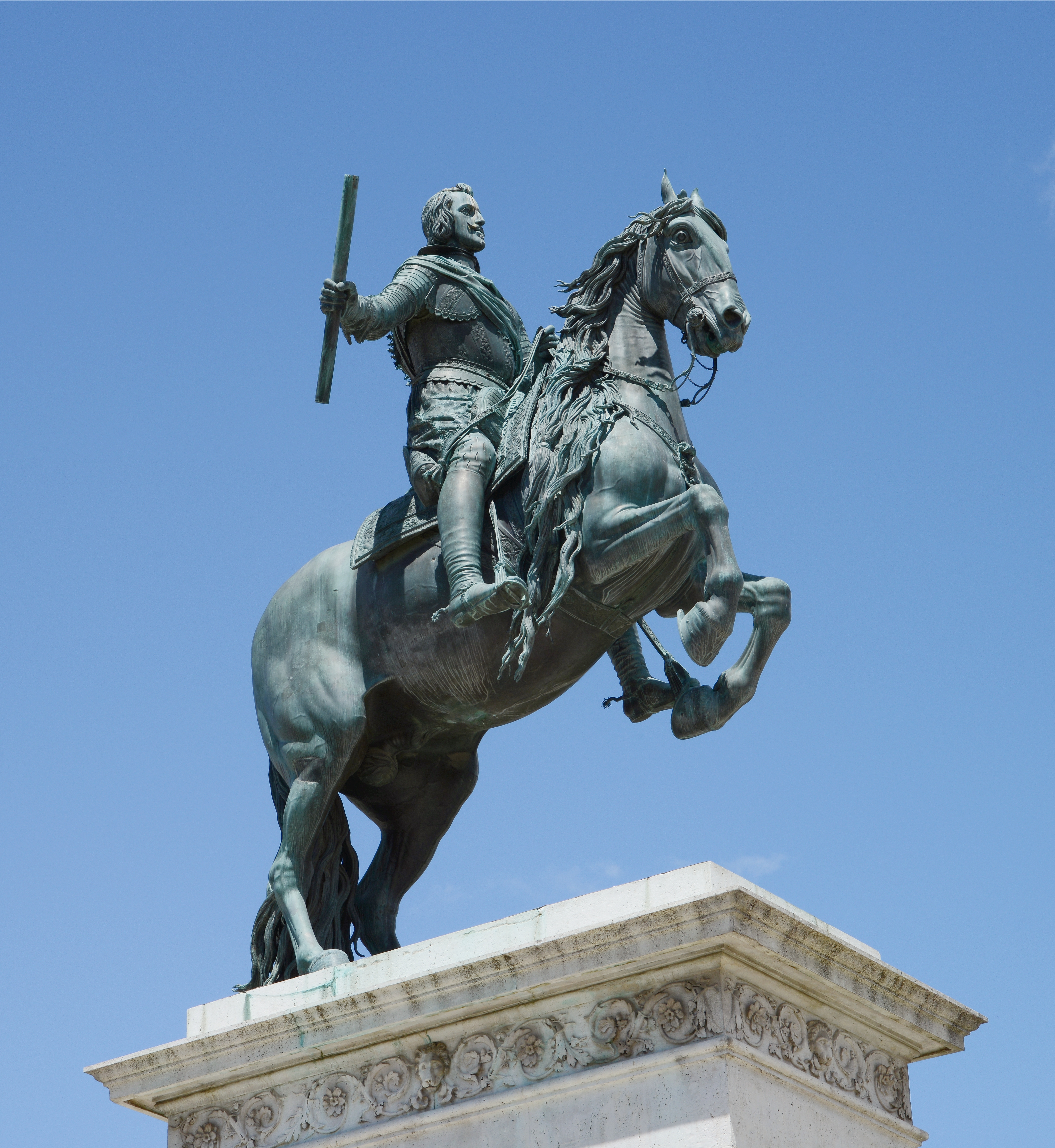
Estatua de Felipe IV de la Plaza de Oriente de Madrid. La obra fue realizada por el escultor Pedro Tacca con la colaboración de Diego Velázquez y Juan Martínez Montañés, contando también con el asesoramiento científico de Galileo Galilei para asegurar su equilibrio y estabilidad.

## Términos
- Noguerado es el color que se parece al de la madera de nogal.
- Cuatralbo: se dice de un caballo cuando tiene sus 4 patas manchadas de blanco.